# را. یک
«را. یک» (انگلیسی: Ra.One) فیلمی هندی در سبک اکشن، علمی–تخیلی، و مهیج است که در سال ۲۰۱۱ منتشر شد. از بازیگران آن می‌توان به شاهرخ خان، آرجون رامپال، کارینا کاپور، پریانکا چوپرا و سانجی دات اشاره کرد.

## خلاصهٔ داستان
«شکار سابرمانیام» که اصالتاً هندی است به همراه همسر و پسرش زندگی معمولی ای دارند. او در شرکتی مشغول به کار است که به زودی یک بازی کامپیوتری بی نقص و بزرگ را وارد بازار خواهد کرد. شکار قصد دارد در این بازی کامپیوتری یک ابر قهرمان بسازد، اما بر خلاف او، پسرش «پراتیک» دوست دارد یک تبه کار شرور را در این بازی ببنید. ایده ی پسرش، باعث می شود بعد از مدتی او نظرش را تغییر داده و یک تبه کار فناناپذیر بنام را. یک و همینطور رقیبی برای او بنام جی. یک خلق میکند. اما طولی نمی‌کشد که را. یک راهی برای ورود به دنیای واقعی می یابد…